# Terço da Divina Misericórdia

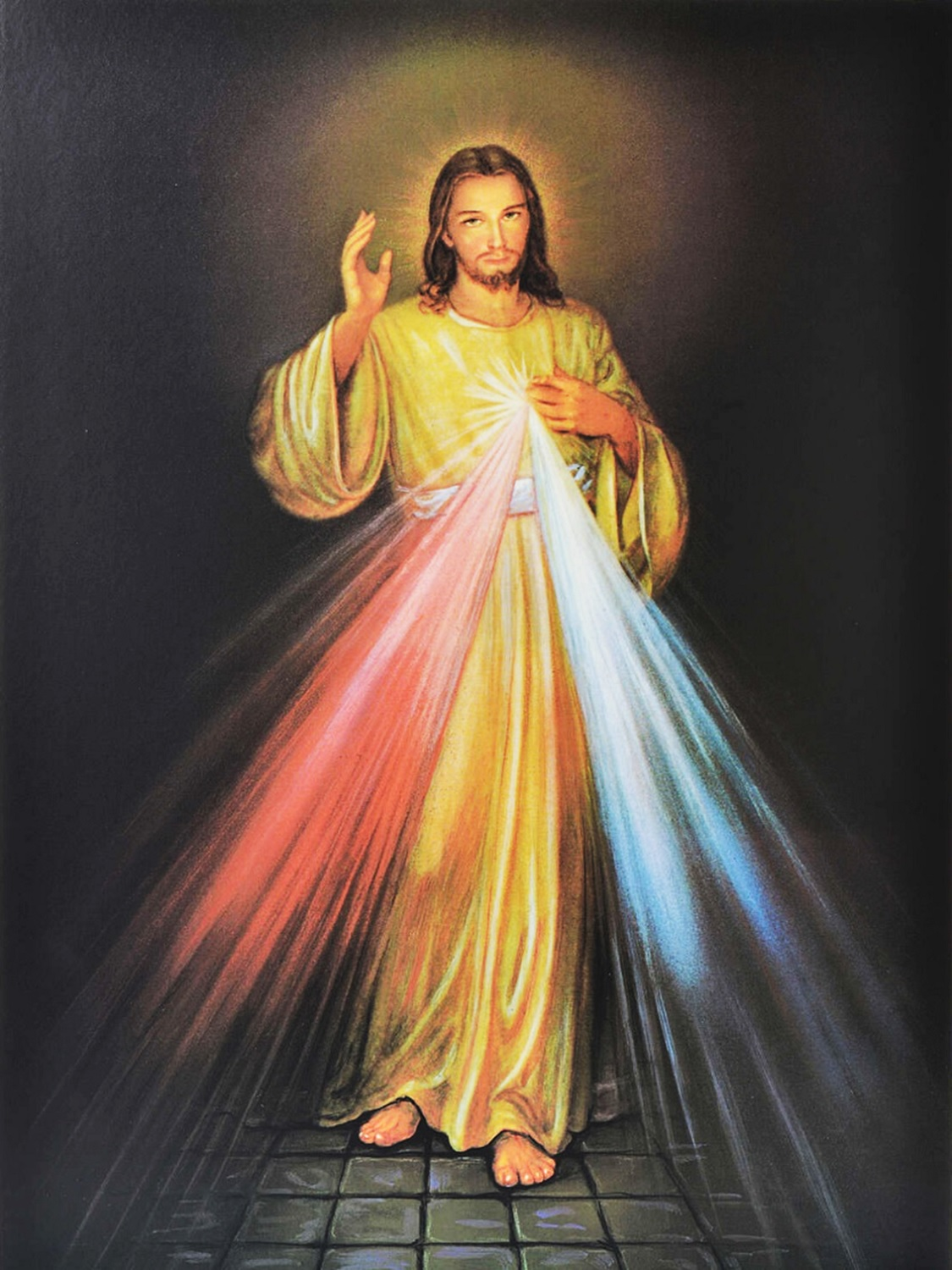
Jesus, eu confio em Vós! Imagem de Jesus Misericordioso que se tornou mais conhecida em todo o mundo.

O Terço da Divina Misericórdia é uma devoção religiosa católica baseada nas aparições que Santa Faustina Kowalska (1905-1938) recebeu de Jesus Cristo. Esta devoção consiste na recitação de um conjunto de jaculatórias ditadas por Cristo e através do uso de um terço comum do Santo Rosário.
Santa Faustina Kowalska fez parte da Congregação das Irmãs de Nossa Senhora da Misericórdia e foi canonizada no ano 2000 pelo Papa João Paulo II. Ela relatou no seu diário que recebeu as orações através de visões e conversações que teve com Jesus Cristo. Faustina escreveu que o propósito das orações do terço é trino: obter misericórdia, confiar na misericórdia de Cristo, e mostrar misericórdia para com os outros.

## História
No período em que passou em Vilnius, na Lituânia, mais precisamente a 13 de setembro de 1935, a Irmã Faustina relatou em seu diário I, 474-476 como Jesus Cristo lhe ensinou o terço à Divina Misericórdia. Jesus disse à Irmã Faustina que concederia tudo o que lhe fosse pedido por meio do Terço da Divina Misericórdia, disse também que concederia grande misericórdia no momento da morte daquele que recitar o terço ou quando outros o recitarem junto a um agonizante e que nunca alguém que tivesse recorrido à sua misericórdia decepcionou-se ou experimentou o vexame.
Os sacerdotes o recomendarão aos pecadores como a última tábua de salvação. Ainda que o pecador seja o mais endurecido, se recitar este Terço uma só vez, alcançará a graça da Minha infinita misericórdia.— Diário 687

## A recitação do Terço

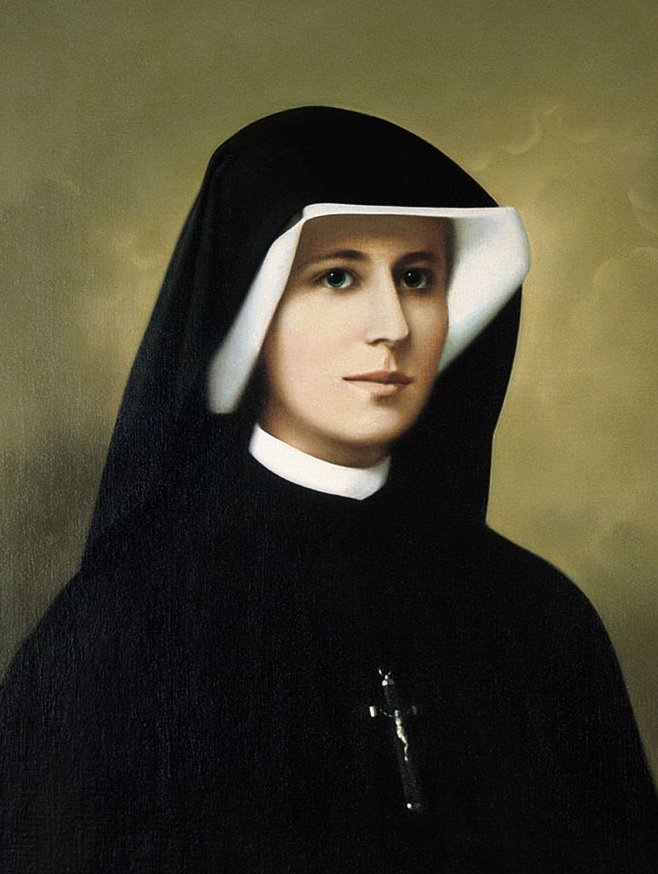
Santa Faustina Kowalska foi a vidente de Jesus Misericordioso e a quem foi ensinada a oração do Terço da Divina Misericórdia.

O Terço da Divina Misericórdia reza-se, preferencialmente, às 15 horas (a chamada Hora da Misericórdia), meditando na Paixão de Jesus e apelando a Misericórdia de Deus para toda a Humanidade.
Orações iniciais:
Pai Nosso... Ave Maria... Credo dos Apóstolos...
Nas contas grandes:
Eterno Pai, eu Vos ofereço o Corpo e o Sangue, a Alma e a Divindade de Vosso muito Amado Filho, Nosso Senhor Jesus Cristo,
 em expiação dos nossos pecados e de todo o mundo.
Nas contas pequenas:
Pela Sua dolorosa Paixão, tende Misericórdia de nós e de todo o mundo.
No final de cada dezena:
Ó Sangue e Água que jorrastes do Coração de Jesus como fonte de misericórdia para nós: eu confio em Vós!
Oração final (reza-se três vezes e na terceira diz-se Amém)
Deus Santo, Deus Forte, Deus Imortal, tende piedade de nós e de todo o mundo.